# Tamiasciurus douglasii
Espèce
Statut de conservation UICN

 LC  : Préoccupation mineure
L’écureuil de Douglas (Tamiasciurus douglasii) est un écureuil des pins trouvé dans les régions côtières nord américaines du Pacifique. Il est parfois connu comme l’écureuil Chickaree ou écureuil des pins, mais comme Chickaree est aussi utilisé pour l’écureuil roux américain et l’écureuil des pins pour le genre Tamiasciurus, ces noms alternatifs devraient être évités. Les Amérindiens de King River l’ont appelé le « Pillillooeet », en référence à son cri d’alarme caractéristique.

## Description
John Muir a décrit l’écureuil de Douglas comme "de loin le sciuridé le plus intéressant et influent de Californie". C’est un écureuil arboricole vif, petit à la queue en panache, passionnant à regarder. Les adultes mesurent environ 33 cm de long, queue comprise (environ 13 cm), et pèsent entre 150 et 300 grammes. Leur apparence varie selon la saison. En été, ils sont grisâtres, presque marron verdâtre sur le dos, et orange clair sur la poitrine et le ventre, alors que les pattes apparaissent marron. En hiver, la robe est plus marron et le ventre plus gris. Les oreilles sont plus poilues qu’en été. Comme beaucoup d’écureuils, l’écureuil de Douglas a un anneau blanc autour de l’œil.

## Mode de vie
Les écureuils de Douglas vivent dans des forêts de conifères, des montagnes de la Sierra Nevada en Californie jusqu’en Colombie Britannique au nord. Ils préfèrent une forêt ancienne ou des plantations matures, et certains auteurs les considèrent dépendants de sa présence. Ils sont diurnes, pendant toute l’année, et poussent souvent de petits cris en présence d’intrus. Pendant les nuits d’été, ils dorment dans des nids en forme de boule qu’ils construisent dans les arbres, mais en hiver ils utilisent des cavités dans les arbres comme nids. Ils sont territoriaux : en hiver, chaque écureuil occupe un territoire d’environ 10 000 m2, mais pendant la saison des amours un couple défendra un seul territoire ensemble. Des groupes d’écureuils vus ensemble pendant l’été sont en général des jeunes d’une même portée.
Les écureuils de Douglas mangent principalement des graines de conifères comme le pin de Douglas, l’épicéa de Sitka et le pin tordu, bien qu’ils mangent aussi des glands, baies, champignons, les œufs d’oiseaux comme la paruline jaune, et des fruits. Contrairement à d’autres types d’écureuils arboricoles, ils ne possèdent pas de bajoues pour stocker leur nourriture. Ce sont des écureuils qui font des réserves, enterrant des pommes de pin (qu’ils détachent de l’arbre encore vertes) pendant l’automne. Ils utilisent souvent un seul endroit pour écailler les pommes de pin et récupérer les graines. Les écailles jetées peuvent s’accumuler pendant des années, en des tas de plus d’un mètre de diamètre car le même site est souvent utilisé par plusieurs générations d’écureuils.

Carte de répartition

Leurs prédateurs incluent les martres américaines, les lynx roux, les chats domestiques, les éperviers et les chouettes ; bien qu’ils s’habituent rapidement à la présence humaine, les humains peuvent être une menace pour eux, en pillant leurs réserves de pignons de pins pour trouver des graines pour planter des arbres, et en détruisant les anciennes forêts. En revanche, le nombre d’écureuils ne semble pas affecté par la réduction commerciale des forêts.
L’accouplement peut se dérouler aussi tôt qu’en février. La gestation est d’environ 4 semaines, et les jeunes (qui sont nidicoles) sont sevrés à environ 8 semaines. Il peut y avoir jusqu’à 6 jeunes dans une portée, bien qu’il soit plus courant d’en avoir 6. Dans les zones les plus au sud de leur aire de répartition, ils peuvent avoir 2 portées par an.